# Ann-Marie Nordin-Ljungblad
Ann-Marie Nordin-Ljungblad, född 7 februari 1955 i Stockholm, är en svensk konstnär. 
Nordin, som är dotter till företagskonsult Leon Nordin och sekreterare Birgit Eriksson studerade vid Nyckelviksskolan 1974–1975, vid Konstfackskolan 1975–1977, vid Kungliga Konsthögskolan 1977–1982 och vid Hochschule der Künste i Berlin 1982–1983. Hon var lärare vid Medborgarskolans konstavdelning 1980–1987 och lärare vid Valands konsthögskola i Göteborg 1985. Hon har hållit separatutställningar i Berlin, Skövde, Stockholm, Borgholm, Malmö, Gävle, Uppsala och Göteborg samt deltagit i samlingsutställningar i Sverige och utomlands. Hon är representerad vid bland annat Göteborgs konstmuseum, Stockholms läns landsting, Sveriges allmänna konstförening, Statens konstråd och Nationalmuseum.